# Comunità Religiosa Islamica Italiana
La Comunità Religiosa Islamica Italiana (COREIS) è un'associazione islamica sunnita italiana, ente religioso, con sede centrale a Milano. Ha come figura di riferimento intellettuale René Guénon. Lavora in collaborazione con la ṭarīqa sufi Aḥmadiyya Idrīsiyya Shādhiliyya e con la Lega Musulmana Mondiale.
La Comunità è attiva soprattutto in tre ambiti: attività di dialogo interreligioso, in particolare con la comunità ebraica e la Chiesa cattolica; corsi di educazione interculturale per insegnanti; e sensibilizzazione dell'opinione pubblica sulla piena compatibilità tra fede islamica e identità italiana.
La COREIS ha sede nazionale a Milano, dove gestisce la moschea al-Wahid, e sedi regionali in Piemonte, Veneto, Liguria, Emilia Romagna, Toscana, Lazio, Marche e Sicilia (moschea di Agrigento). La COREIS si considera "comunità autoctona di musulmani italiani". Dalle altre associazioni islamiche italiane, a prevalenza di immigrati e seconde generazioni, la COREIS è considerata l'associazione dei convertiti.
Nata nel 1993 come Associazione internazionale per l'informazione sull'Islam (AIII) per volontà di Abd al-Wahid Pallavicini, si trasforma nel 1997 in COREIS, associazione nazionale di musulmani italiani.
Nel 1996 la COREIS presenta al governo italiano una prima proposta di intesa con lo Stato, proponendo un Islam “pienamente compatibile con la società e con l’ordinamento giuridico italiano”, e lo stesso anno firma un accordo bilaterale con l'ISESCO, organo educativo-culturale dell'Organizzazione della Conferenza Islamica. 
Dal 1998 è membro della Commissione Nazionale per l’Educazione Interculturale presso il Ministero della Pubblica Istruzione, organizzando corsi di formazione e aggiornamento per insegnanti da parte di docenti italiani musulmani. 
Nel 1999 la COREIS entra nella giunta esecutiva del Comitato Patrimonio e Memoria nella cultura del Mediterraneo presso il Ministero per i Beni Culturali ed Ambientali,  stipula un accordo con l’Università Federico II di Napoli, ed è invitata a fare parte della segreteria generale e dell’assemblea della World Islamic Call Society.
La COREIS ha anche una rappresentanza in Francia tramite l'IHEI – Institut des Hautes Etudes Islamiques (Parigi-Embrun), presieduto da Yahya Pallavicini, membro degli organi consultivi del ministero dell'interno francese.
Dal settembre 1999 la CO.RE.IS. Italiana pubblica l’inserto L’Islam in Europa all’interno della rivista mensile Assadakah, organo ufficiale della Lega degli Stati Arabi in Italia. 